# Mastino dei Pirenei
Il mastino dei Pirenei è una razza di cane del tipo cane da montagna, tradizionalmente adibito ad ausiliare nell'attività della pastorizia il suo principale compito era accompagnare le greggi durante la transumanza, custodendo gli ovini  nelle vallate del versante spagnolo dei Pirenei.

## Storia
Le sue più lontane origini sono da ricercare probabilmente con quelle del "cugino" di Castiglia, il mastino spagnolo, ma la storia, la geografia delle valli, le diverse esigenze (la transumanza aragonese prevedeva tragitti molto più brevi di quelli di Castiglia), hanno delineato una razza molto più imparentata con i cani del versante francese (il famoso patou, cane da montagna dei Pirenei).  Il fiume Ebro ha rappresentato una barriera tra le due razze spagnole. A partire dalla "pace dei Pirenei", firmata nel 1659 tra il reggente di Francia, Cardinale Mazzarino, e Filippo IV re di Spagna, che tracciava una linea di confine tra i due versanti della cordigliera, i cani subirono opere di selezione diverse, che alleggerirono il "francese", mentre conservarono nello "spagnolo" le caratteristiche primitive di pesantezza e rusticità.
La scomparsa degli ultimi lupi dalle valli pirenaiche verso la fine degli anni '40 fece venire meno l'utilità di questi grossi cani, difficili e costosi da mantenere, specialmente in un periodo storico non certo ricco e felice, e li condannò ad una pressoché totale estinzione. Il recupero della razza si deve a diversi personaggi, tra i quali spicca il nome di Rafael Malo Alcrudo, tra i fondatori nel 1977 del club di razza,  Club del Mastìn del Pirineo de España.

## Descrizione
Massiccio e potente, con una imponente testa, collo forte, con pelle lassa a formare una discreta giogaia. Il pelo è fitto, di lunghezza medio-lunga, e di colore prevalentemente bianco, con macchie di colore uniforme (preferibilmente grigie, giallo-oro, nero, sabbia), variamente distribuite sul corpo, sempre presenti sulla testa a formare la tipica maschera.

## Carattere
Conserva l'istinto naturale di protezione verso la propria famiglia umana.
Dotato di forte predisposizione alla guardia di proprietà, il suo abbaio forte è limitato ai momenti di reale necessità, mentre la vigilanza è costante, anche se il suo equilibrio lo trattiene dal passare alle "vie di fatto" se non strettamente indispensabile. Molto legato all'uomo.

## Salute
Come tutti i molossoidi di taglia grande, il suo sviluppo è lento e da seguire con attenzione, soprattutto per quanto riguarda lo sviluppo scheletrico ed articolare (displasia). Il completo sviluppo non termina prima dei 3/4 anni. È naturalmente soggetto alle classiche problematiche di questo tipo di cani, quali la torsione gastrica, l'entropio, ecc., ma nel complesso si tratta di un cane rustico e robusto, che sopporta ottimamente il freddo e discretamente bene il caldo, richiedendo solo un posto riparato ed asciutto, e periodiche spazzolate.